# Bok Jankovac
Bok Jankovac är en ort i Bosnien och Hercegovina.   Den ligger i entiteten Republika Srpska, i den norra delen av landet, 170 km nordväst om huvudstaden Sarajevo. Bok Jankovac ligger 89 meter över havet och antalet invånare är 1 234.
Terrängen runt Bok Jankovac är mycket platt. Närmaste större samhälle är Bosanska Gradiška, 2,3 km söder om Bok Jankovac. 
I omgivningarna runt Bok Jankovac växer i huvudsak lövfällande lövskog. Runt Bok Jankovac är det ganska glesbefolkat, med 45 invånare per kvadratkilometer.